# Yeni İlisu
Yeni İlisu è un comune dell'Azerbaigian situato nel distretto di Qax.